# マット・マシューズ
マット・マシューズ（Mat Mathews、1924年6月18日 - 2009年2月12日）は、オランダのジャズ・アコーディオン奏者。

## 生い立ち
マシューズはデン・ハーグで生まれ、オランダが第二次世界大戦中、まだナチスの支配下にある間にアコーディオンを演奏することを学んだ。戦後のラジオ放送でジョー・ムーニーを聞いた後、ジャズを演奏することにした。

## 後の人生とキャリア
マシューズは1952年にニューヨークへと移り、ハービー・マンを含むカルテットを結成した。また、ケニー・クラーク、アート・ファーマー、パーシー・ヒース、カーメン・マクレエ、オスカー・ペティフォード、ジョー・ピューマ、ミルト・ジャクソン、ジュリアス・ワトキンスとも共に演奏した。主に1950年代後半にセッション・ミュージシャンとして働き、1964年にオランダへ戻り、そこでアレンジャー、セッション・ミュージシャン、音楽プロデューサーとして働いた。1970年代、彼はチャーリー・バード、ダグ・デューク、マリアン・マクパートランド、クラーク・テリーと一緒にアメリカで働いた。

## ディスコグラフィ

### リーダー・アルバム
- Mat Mathews (1953年、Brunswick)
- 『モダン・アート・オブ・ジャズ Vol.2』 - The Modern Art of Jazz (1956年、Dawn)
- 『ジェントル・アート・オブ・ラヴ』 - The Gentle Art of Love (1956年、Dawn)
- Accordion Solos (1956年、Brunswick)
- Eddie Costa, Mat Mathews & Don Elliott at Newport (1957年、Verve)
- 4 French Horns Plus Rhythm (1957年、Elektra)
- The Popular Music Of Mat Mathews (1959年、JJM Productions)
- Come Travel With Me...To (1959年、ABC-Paramount)
- Swingin' Pretty and All That Jazz (1960年、Design)
- 14 Hollandse Nieuwen (1969年、RCA Camden)
- Mat Mathews Quintet & Quartet (1975年、MCA Coral)
- V.S.O.P. (Very Superior Old Pals) (1975年、Ariola)
- Live at Music Room (1996年)
- Meditation (2004年、Jazz World) ※1994年録音

### 参加アルバム
カーメン・マクレエ
- 『カーメン・マクレエ』 - Carmen McRae (1955年、Bethlehem)
- 『バイ・スペシャル・リクエスト』 - By Special Request (1956年、Decca)